# Vörös szőnyeg
A vörös szőnyeg magas presztízsű rendezvények tipikus kelléke. Az elnevezés onnan ered, hogy VIP-vendégek fogadásakor a hagyomány szerint valóban vörös színű szőnyeget terítettek le, amelyen a magas presztízsű vendég végigvonult.  A kifejezést ma már képletesen is használják. 

## Képgaléria

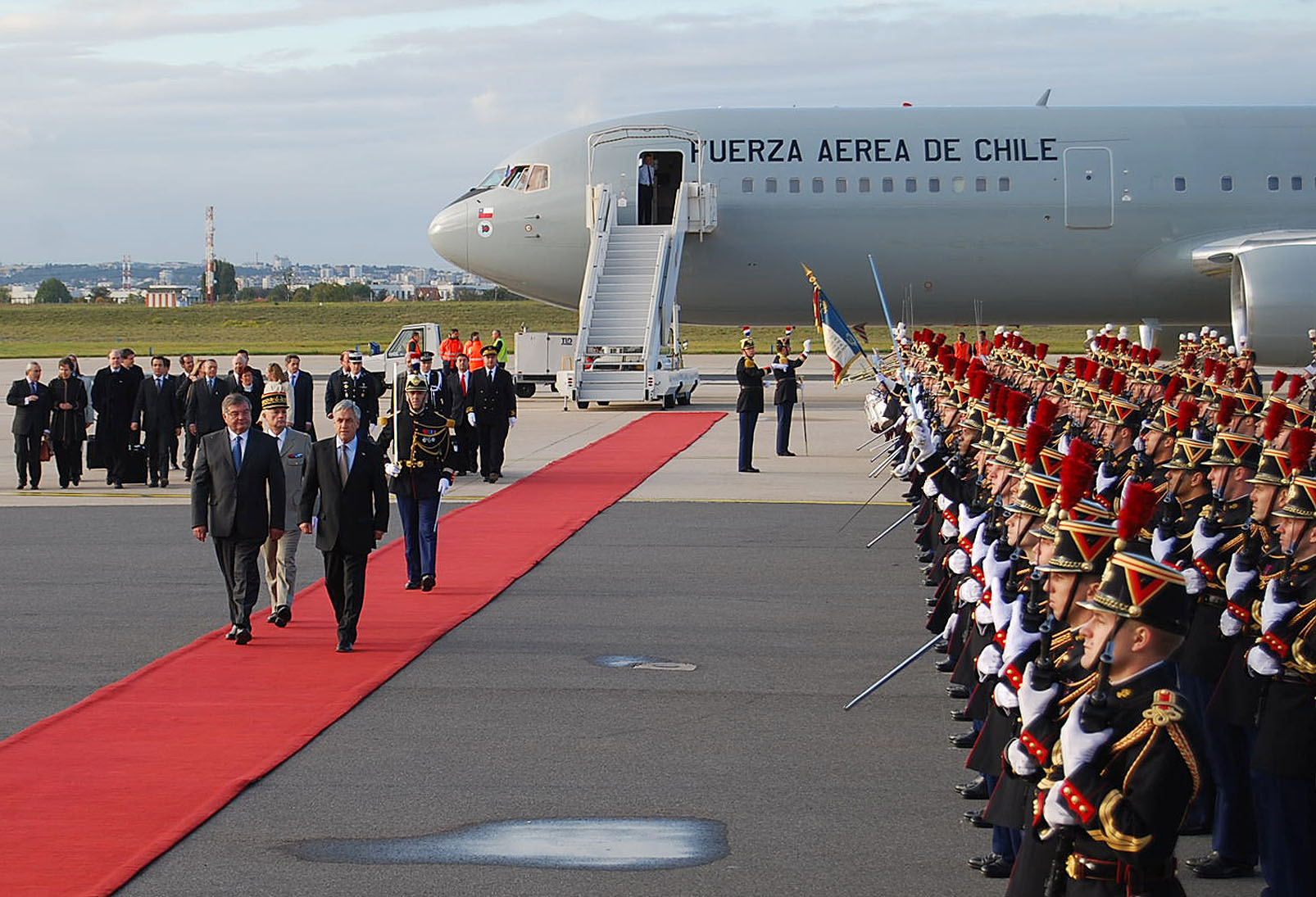
Vörös szőnyeg politikai reprezentációs szerepe
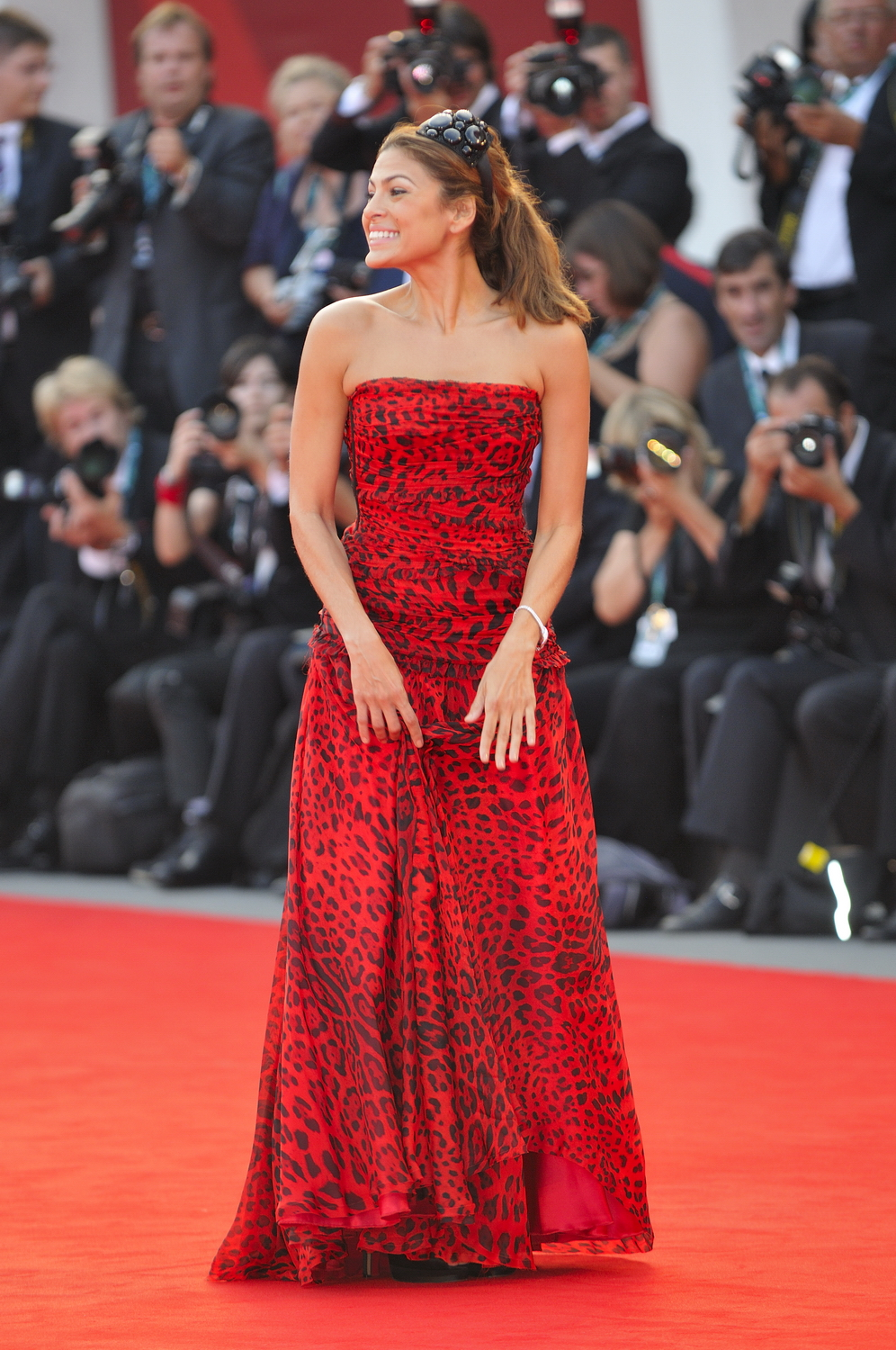
Fotósok a vörös szőnyegen túl
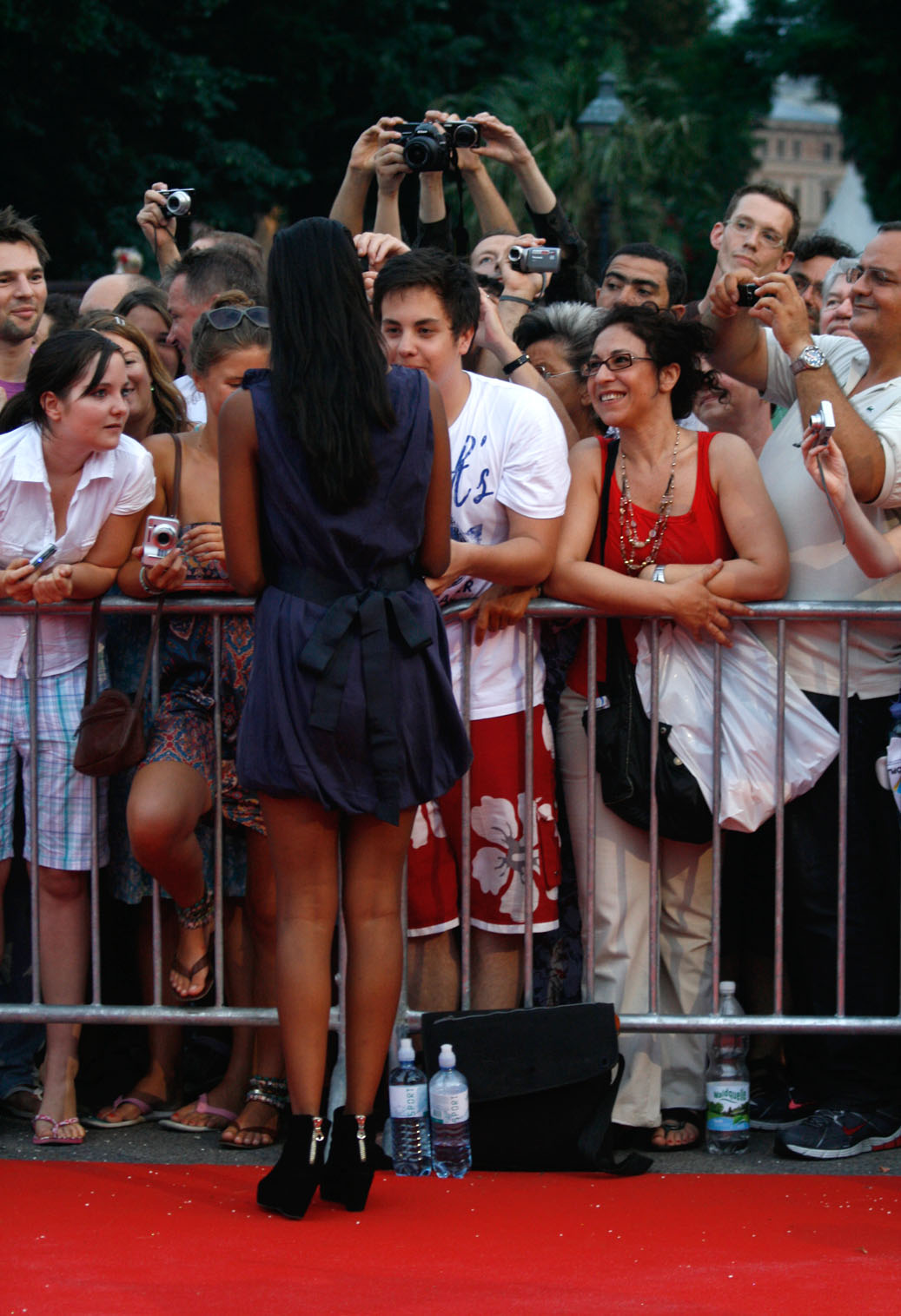
Rajongók találkoznak hírességekkel
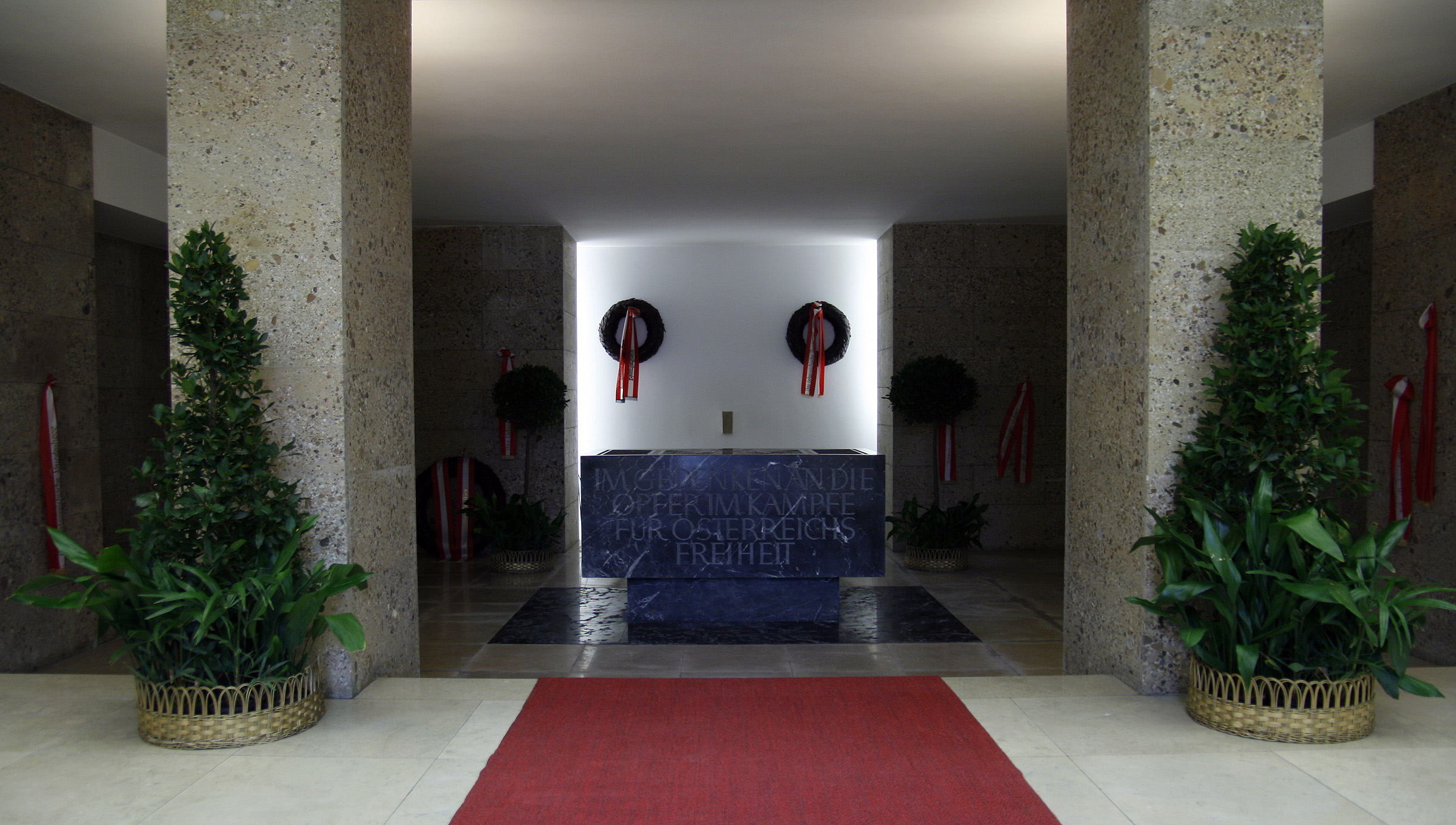
Vörös szőnyeg Bécsben, 2008-ban